# Sulfamerazina
La sulfamerazina è un antibiotico sulfamidico, utilizzato spesso in veterinaria in combinazione con trimethoprim, principalmente contro le infezioni del sistema respiratorio e del tratto urinario (in particolare bronchiti e prostatiti).
Presenta effetti collaterali simili a quelli provocati da sulfadiazina e sulfametossazolo. In particolare può causare: nausea, vomito, diarrea, ipersensibilità, anemia, agranulocitosi, trompocitopenia e anemia emolitica.
I test di sulfamerazina su topi hanno evidenziato un LD50 pari a 25000 mg/kg per somministrazione orale.

## Produzione
La sulfamerazina viene prodotta per condensazione della 2-amino-4-metilpirimidina con acetilsulfanililcloruro, seguita da idrolisi: